# Micralestes acutidens
Micralestes acutidens es una especie de peces de la familia Alestiidae en el orden de los Characiformes.

## Morfología
Los machos pueden llegar alcanzar los 9 cm de longitud total.

## Depredadores
En Nigeria es depredado por Hydrocynus forskahlii.

## Alimentación
Come insectos y sus larvas, crustáceos y huevos y alevines de peces hueso.

## Hábitat
Es un pez de agua dulce y de clima tropical (22 °C-26 °C ).

## Distribución geográfica
Se encuentran en África.